# قاچاق انسان
قاچاق انسان به تجارت انسان گفته می‌شود، بیشتر با هدف بردگی جنسی، بیگاری و سواستفاده تجاری جنسی برای قاچاقچیان یا افراد دیگر.
این شکل نوین از برده‌داری می‌تواند شامل همسری در قالب ازدواج اجباری، استخراج اعضاء یا بافت بدن از جمله برای رحم اجاره‌ای و حذف تخمک، انتقال، دریافت و استخدام انسان‌ها برای وادار کردن به تن‌فروشی یا مجبور کردن به کارهایی سخت و طاقت‌فرسا در کارخانجات، رستوران‌ها، مزارع و دامداری‌ها و پروژه‌های ساختمانی باشد. قاچاق انسان پس از قاچاق جنگ‌افزار و مواد مخدر، سومین تجارت غیرقانونی در دنیا به‌شمار می‌رود. از انواع رایج آن قاچاق کودکان می‌باشد.
قاچاق انسان ممکن است در داخل یک کشور یا برعکس به صورت برون‌مرزی انجام شود. قاچاق انسان به دلیل تجاوز به حقوق قربانی به‌واسطه زور و به دلیل سواستفاده، جنایت علیه شخص می‌باشد و البته به مفهوم تبادل انسان است و الزاماً با جابجایی فرد همراه نیست.
مطابق گزارش سازمان بین‌المللی کار(ILO)، تنها شاخه کار اجباری (یکی از شاخه‌های قاچاق انسان) در سال ۲۰۱۴ حدود ۱۵۰ میلیارد دلار در سال برای قاچاقچیان سود داشته‌است. در سال ۲۰۱۲، این سازمان تعداد ۲۱ میلیون قربانی که در تلهٔ برده‌داری مدرن افتاده بودند را تخمین زد. از این تعداد، ۱۴٫۲ میلیون (۶۸٪) به عنوان نیروی کار استثمار شده بودند و ۴٫۵ میلیون (۱۰٪) به صورت تحمیلی به کار اجباری گرفته شده بودند.
قاچاق انسان به عنوان یکی از سریع‌ترین فعالیت‌های رو به افزایش سازمان‌های تبهکاری بین‌المللی شناخته می‌شود.
قاچاق انسان به عنوان نقض حقوق بشر توسط معاهده‌های بین‌المللی محکوم شده‌است. همچنین، قاچاق انسان موضوع یکی از دستورالعمل‌ها در اتحادیه اروپا است.

## بررسی اجمالی

### درآمد
سازمان بین‌المللی کار تخمین می‌زند که ۱۵۰ میلیارد دلار سود سالانه تنها از کار اجباری تولید می‌شود.

## تعریف
قاچاق انسان هرچند ممکن است در سطوح داخلی یا محلی اتفاق بیفتد، اما پیامدهای آن در سطوح بین المللی همانطور که توسط سازمان ملل متحد در پروتکل جلوگیری، سرکوب و مجازات قاچاق انسان، به ویژه زنان و کودکان شناخته شده است، دیده می شود(که به آنها پروتکل قاچاق یا پالرمو پروتکل نیز گفته می شود) که یک توافقنامه بین المللی طبق کنوانسیون سازمان ملل متحد علیه جرایم سازمان یافته فراملی (CTOC) نیز در ۲۵ دسامبر ۲۰۰۳ عملی شد.

## منافع
در سال ۲۰۱۴ سازمان بین‌المللی کار تخمین زد که تنها از کار اجباری سالانه ۱۵۰ میلیارد دلار سود حاصل می‌شود.
میانگین مصرف قاچاق یک انسان، امروزه حدود ۹۰ دلار آمریکا است درحالی‌که میانگین برده در سال ۱۸۰۰ در آمریکا مساوی با ۴۰۰۰۰ دلار امروزی بوده.

## کاربرد این اصطلاح
انسان های قاچاق شده تحت فشار قرار گرفته و برخلاف میلشان مجبورند به قاچاقچی یا دیگران خدمت کنند. این خدمت ممکن است شامل هر کاری از جمله کار اجباری تا بهره برداری جنسی تجاری باشد.

## کلی
دفتر مقابله با مواد مخدر و جرم سازمان ملل متحد (UNODC) در بسیاری از سازمانهای غیردولتی در مبارزه با قاچاق انسان به آنها کمک کرده است.

## روش ها

### قاچاق کودک
قاچاق کودکان شامل استخدام، حمل و نقل، انتقال، پناه دادن یا دریافت کودکان به منظور بهره‌برداری است. سوءاستفاده جنسی تجاری از کودکان می تواند اشکال مختلفی داشته باشد. از جمله آن می توان به مجبور کردن کودک به روسپیگری یا انواع دیگری از فعالیتهای جنسی یا مستهجن کودک اشاره کرد.

### قاچاق جنسی
سازمان بین المللی کار اذعان داشت که قاچاق جنسی حدود 4.5 میلیون انسان را در سراسر دنیا تحت تاثیر قرار می دهد. اکثر قربانیان خود را در شرایطی اجباری و تحت سوءاستفاده می یابند که فرار از آن شرایط برای آنها هم مشکل و هم خطرناک می باشد.

### ازدواج اجباری
ازدواج اجباری به نوعی از ازدواج گفته می شود که یکی از زوج ها یا هر دو بدون رضایت خود ازدواج کنند. ازدواج برده تباری به ازدواجی گفته می شود که فرد در آن فروخته، انتقال داده شود و یا به شکل ارثی مجبور به ازدواج شود. بر اساس سازمان مقابله با روسپیگری و قاچاق کودکان ، "قاچاق کودکان بخاطر ازدواج اجباری به سادگی جلوه دیگری از قاچاق است و محدود به ملیتها یا کشور خاصی نیست."

### قاچاق نیروی کار
قاچاق نیروی کار جنبش افراد به منظور کار اجباری و خدمات است. این ممکن است شامل کار پیوند، بندگی غیر ارادی، بردگی خانگی و کار کودکان باشد. قاچاق نیروی کار اغلب در حوزه کار خانگی، کشاورزی، ساخت و ساز، تولید و سرگرمی اتفاق می افتد. و  به ویژه کارگران مهاجر و بومیان در معرض خطر قربانی شدن هستند.

### قاچاق برای تجارت اعضای بدن
قاچاق اعضای بدن نوعی قاچاق انسان است. قاچاق اعضای بدن می تواند اشکال مختلفی به خود بگیرد. در بعضی از موارد، قربانی مجبور به تسلیم ارگان می شود. در موارد دیگر، قربانی موافقت می‌کند که در ازای پول یا کالا، ارگان را بفروشد، اما پرداخت نمی شود (یا کمتر پرداخت می شود). در مواردی ممکن است اندام را بدون اطلاع قربانی از بدن وی خارج کند (معمولاً وقتی که قربانی به دلیل یک مشکل پزشکی / بیماری دیگر واقعی یا هماهنگ شده). کارگران مهاجر، افراد بی خانمان و افراد بی سواد شدیدا در معرض این نوع استثمار قرار دارند. قاچاق اعضای بدن یک جرم سازمان یافته است که شامل چندین مجرم می شود:
- استخدام کننده
- حمل و نقل
- کادر پزشکی
- واسطه ها / پیمانکاران
- خریداران

قاچاق برای تجارت اعضای بدن، اغلب به دنبال کلیه است. قاچاق اعضای بدن یک تجارت سودآور است زیرا در بسیاری از کشورها لیست انتظار بیماران که نیاز به پیوند دارند بسیار طولانی است.